# NGC 7652
NGC 7652 је спирална галаксија у сазвежђу Тукан која се налази на NGC листи објеката дубоког неба.
Деклинација објекта је - 57° 53' 15" а ректасцензија 23h 25m 37,6s. Привидна величина (магнитуда) објекта NGC 7652 износи 13,6 а фотографска магнитуда 14,5. NGC 7652 је још познат и под ознакама ESO 148-11, AM 2322-580, PGC 71402.